# Colette Brand
Pour les articles homonymes, voir Brand.
Colette Roth-Brand, née le 5 novembre 1967 comme Colette Brand,, est une skieuse acrobatique suisse notamment médaillée de bronze en sauts aux Jeux olympiques d'hiver de 1998.

## Carrière
Colette Brand est première dans l'épreuve de saut des Jeux olympiques d'hiver de 1992, alors qu'il s'agit d'une épreuve de démonstration. Elle est ensuite 15e aux Jeux olympiques de 1994 en sauts, désormais épreuve officielle, et médaillée de bronze à ceux de 1998. En coupe du monde, Colette Brand remporte le classement général de l'épreuve de sauts en 1996. Elle est également deuxième en 1992, 1993 et 1994 et troisième en 1991 et 1995. Elle obtient au total 37 podiums en coupe du monde : 14 premières places, neuf deuxièmes places et quatorze troisièmes place.
Leur fils est Noé Roth, skieur acrobatique qui a gagné une médaille bronze dans les championnats du monde de ski acrobatique 2019.

## Palmarès

### Jeux olympiques
| Édition/Discipline | Saut acrobatique |
| JO 1998            | Bronze           |

### Coupe du monde
- 1 petit globe de cristal :
  - Vainqueur du classement sauts en 1996.
- 41 podiums dont 16 victoires en saut acrobatique.